# Gynoplistia ocellifera
Gynoplistia ocellifera là một loài ruồi trong họ Limoniidae. Chúng phân bố ở miền Australasia.